# Тубосская Горка
Тубосская Горка — деревня в Вышневолоцком городском округе Тверской области.

## География
Находится в центральной части Тверской области на расстоянии приблизительно 28 км по прямой на север-северо-запад от вокзала железнодорожной станции Вышний Волочёк недалеко от восточного берега озера Тубосское.

## История
Деревня уже была отмечена (тогда Горка) на карте 1825 года. В 1859 году здесь (деревня Вышневолоцкого уезда) было учтено 55 дворов. До 2019 года деревня входила в состав ныне упразднённого Коломенского сельского поселения Вышневолоцкого муниципального района. Ныне имеет дачный характер.

## Население
Численность населения составляла 356 человек (1859 год), 0 как в 2002 году, так и в 2010.